# Lluís Rabell
Josep Lluís Franco Rabell, conegut com a Lluís Rabell   (el Raval, 17 de febrer de 1954), és un traductor, activista en l'àmbit veïnal i polític català. Exerceix de regidor a l'Ajuntament de Barcelona.
Amb estudis a França, és conegut per la seva dilatada trajectòria vinculada a l'associacionisme veïnal barceloní i per la polèmica ambiental (abocament d'aigües negres) de la seva empresa familiar quan n'estava al capdavant a mitjan dècada del 1990. En l'àmbit polític, exercí de diputat del Parlament de Catalunya i presidí el grup de Catalunya Sí que es Pot durant l'onzena legislatura, dissolta el 2017 per l'aplicació de l'article 155. Anys després, fou fitxat pel PSC per a la seva llista a les eleccions municipals del 2023 a l'Ajuntament de Barcelona, nomenat posteriorment regidor tant d'Educació i Gent Gran com del districte d'Horta-Guinardó per a la legislatura 2023-2027.

## Biografia

### Infantesa i joventut
Lluís Rabell va viure al barri barceloní de Ciutat Vella fins als catorze anys, quan amb la seva família es va traslladar a l'Esquerra de l'Eixample. Va estudiar als Escolapis de Sant Antoni i després, entre el 1971 i 1973, va cursar tant Filosofia i Lletres com Ciències Econòmiques a la Universitat de Barcelona. Nogensmenys, va abandonar els estudis el 1974 i es va traslladar a París, on hi va viure durant deu anys per motius laborals i va conèixer la seva esposa. Allà començà a traduir textos entre francès i català i es llicencià en Traducció a la Universitat de Montpeller.

### Inici polític i polèmica per delictes ambientals
En la seva tornada a Catalunya el 1987, s'integrà a l'associacionisme veïnal i el 1988 va ser candidat a les eleccions del Parlament per la circumscripció de Tarragona, a la llista del Partit dels Obrers Revolucionars d'Espanya (PORE), on hi ocupava el número 7. Va militar a Revolta Global i Esquerra Unida i Alternativa.
Des d'aquell mateix any i fins al 2009, Rabell va treballar a l'empresa familiar Talleres Franco S.A., de la qual va ser accionista i conseller delegat. Mentre hi exercia aquest màxim càrrec, l'empresa va ser multada judicialment el 1993 amb 2,8 milions de pessetes per haver comès un delicte mediambiental greu: l'abocament d'aigües residuals a la riera de Can Soteras de Martorell. La multa fou ratificada el 1995 pel Tribunal Superior de Justícia de Catalunya, que va assegurar que aquelles aigües negres havien deteriorat els recursos hídrics d'aquest curs d'aigua. A més a més, l'empresa, que havia estat partícip de diversos vincles empresarials de la bombolla immobiliària espanyola del 2008, acabà fent fallida i l'any 2010 va desaparèixer amb una suspensió de pagaments i un deute impagat amb la Seguretat Social d'Espanya.

### Participació veïnal i representació política
A finals del 2012 va ser nomenat president de la Federació d'Associacions de Veïns de Barcelona (FAVB), en substitució de Jordi Bonet. Fins llavors havia sigut vicepresident segon de l'entitat i president de l'Associació de Veïns de l'Esquerra de l'Eixample.
Va ser molt crític amb l'alcaldia de Xavier Trias a l'Ajuntament de Barcelona i era pròxim a l'entorn ideològic d'Ada Colau. Amb motiu de la consulta sobre la independència de Catalunya de 2014, va ser un dels impulsors i signants del manifest d'Esquerres per la Independència. En les eleccions al Parlament de Catalunya de 2015, encapçalà la candidatura Catalunya Sí que es Pot, confluència d'Iniciativa per Catalunya Verds, Esquerra Unida i Alternativa, Podem i Equo. Arran de la presa d'aquest càrrec, Rabell deixà la presidència de la FAVB i fou substituït per Ana Menéndez.
La seva coalició va obtenir 11 diputats al Parlament de Catalunya, que el mateix Rabell va assumir com una derrota argumentant la polarització entre el sí i el no a la independència que havia patit la campanya electoral. El partit havia intentat defugir la qüestió nacional durant la campanya i centrar el seu discurs en una proposta social i en una forta crítica a la gestió d'Artur Mas. Pablo Iglesias, líder de Podem, va declarar, en comentar els resultats, que volia ser el primer president del govern espanyol que escoltés als catalans, i que eren ells qui havien de pronunciar-se en un referèndum.
Un dels moments més significatius mediàticament de la seva etapa al Parlament de Catalunya fou quan, com a president del grup parlamentari de Catalunya Sí que es Pot, mostrà ostensiblement a les càmeres la seva papereta amb el «no» en la votació que comportà la declaració unilateral d'independència de Catalunya del 2017 aquell mateix dia. Aquella acció fou àmpliament interpretada com una maniobra perquè fos més fàcil assenyalar, perseguir judicialment i reprimir altres diputats tant del seu grup com d'altres partits que van votar-hi a favor.
Rabell s'allunyà de la primera fila política poques setmanes després, quan es dissolgué l'onzena legislatura per ordre de l'article 155 i aquella proclamació fos fallida i comportés l'empresonament i exili dels líders independentistes. Anys més tard, distanciat de les tesis dels comuns, el febrer de 2023 fou fitxat per formar part de la candidatura dels socialistes (PSC) de Jaume Collboni a la batllia de Barcelona. En haver guanyat aquest partit les eleccions, el juny d'aquell mateix any se li encomanaren la regidoria d'Educació i Gent Gran i alhora la del districte d'Horta-Guinardó.